# Hollósi Zsolt
Hollósi Zsolt (Kistelek, 1968. augusztus 16.) magyar újságíró, tanár.

## Élete
Hollósi Zsolt 1968. augusztus 16-án született Kisteleken.
Főiskolai tanulmányait a Juhász Gyula Tanárképző Főiskola magyar–történelem szakán végezte 1988 és 1992 között. 1990-től 1992-ig a JATE BTK-n újságírást is tanult.
1991-ben lett a szegedi Délmagyarország című napilap gyakornoka. 1992–1993-ban a Móra Ferenc Szakközépiskola és Szakmunkásképző tanára volt. 1993 és 1996 között a Délmagyarország munkatársaként dolgozott. 1996-ban a Magyar Hírlap, 1997–1998 között a Népszava szegedi tudósítója volt. 1997 és 2012 között "A Tisza-parton mit keresek?”  címmel portréinterjú-sorozatot készített a Tiszatáj irodalmi folyóirat számára szegedi alkotókkal, kutatókkal. 1998 óta a Délmagyarország színikritikusa, újságírója. 2001 és 2003 között a Napos oldal című hétvégi kulturális magazin szerkesztője, 2001-től 2018-ig a Szegedi Tudományegyetem Kommunikáció- és Médiatudományi Tanszékén óraadó tanár, a nyomtatott sajtó szakirány vezetője, 2020-tól újra óraadó oktató. 2016-tól a Délmagyarország rovatvezetője, 2019-től szabadúszó újságíró. 2023 februárjától a Szeged.hu portál online szerkesztője, újságírója.

## Művei
- „A Tisza-parton mit keresek?” Huszonkét szegedi beszélgetés (interjúk, 2000, Tiszatáj Könyvek)
- „A Tisza-parton mit keresek?”  (2.) Újabb tizennyolc szegedi beszélgetés (interjúk, 2006, Tiszatáj Könyvek)
- „A Tisza-parton mit keresek?”  (3.) Újabb tizenöt szegedi beszélgetés (interjúk, 2008, Tiszatáj Könyvek)
- Gregor (Emlékalbum Gregor József operaénekesről, 2008)
- Szédült Vénusz – avagy három díva Szent-Györgyi Albert szegedi laboratóriumában (színdarab, 2022)

## Díjai, elismerései
- Löw Lipót-emlékérem (2005)
- Év könyve-díj (2009)
- Délmagyarország Aranytoll-díj (2011)
- Kölcsey-érem (2012)

## Külső hivatkozások
- Delmagyar.hu
- Hollósi Zsolt hivatalos oldala Archiválva 2020. november 25-i dátummal a Wayback Machine-ben